# Фукс, Енё
Енё Фукс (венг. Fuchs Jenő; 29 октября 1882, Будапешт, — 14 марта 1955, там же) — австро-венгерский фехтовальщик еврейского происхождения, олимпийский чемпион 1908 и 1912 годов.
В 1908 и 1912 годах завоевал золотые медали Олимпийских игр в личном и командном первенствах на саблях, выступая под флагом венгерской сборной. После распада Австро-Венгрии стал гражданином Венгрии, пытался принять участие в Олимпийских играх 1924 и 1928 годов, но безуспешно.
Окончив университет по специальности «Государство и право», стал юристом.
В годы Второй мировой войны добровольно пошёл в немецкую армию, служил в сапёрах и был награждён медалью. После Второй мировой войны был арестован за пособничество.
В 1982 году Енё Фукс был внесён в Международный еврейский спортивный зал славы.